# Honky (Melvins)
Honky è il nono album dei Melvins, pubblicato nel 1997 dalla Amphetamine Reptile Records. Risulta essere sicuramente uno dei lavori più sperimentali e vicini al noise della band. Tra gli ospiti troviamo la cantante delle Babes in Toyland, Kat Bjelland.

## Formazione

### Gruppo
- Buzz Osborne - voce, chitarra
- Mark Deutrom - basso
- Dale Crover - batteria

### Altri musicisti
- Kat Bjelland - voce
- Mac Mann - pianoforte, campana e sintetizzatore
- David Scott Stone - piatti

## Tracce
1. They All Must Be Slaughtered (Melvins) – 8:17
2. Mombius Hibachi (Melvins) – 1:58
3. Lovely Butterfly (Melvins) – 2:10
4. Pitfalls In Serving Warrants (Melvins) – 3:36
5. Air Breather Deep In The Arms Of Morphius (Melvins) – 12:12
6. Laughing With Lucifer At Satan's Sideshow (Melvins) – 2:16
7. HOW --++-- (Melvins) – 3:26
8. Harry Lauders Walking Stick Tree (Melvins) – 3:17
9. Grin (Melvins) – 4:11
10. In The Freaktose The Bugs Are Dying (Melvins) – 29:23

- Il brano In The Freaktose The Bugs Are Dying dura 4:20, dopodiché segue una pausa di silenzio di oltre 25 minuti che conclude l'album.